# Kakuto
Kakuto (Cabeza de grulla) es un golpe simple de karate.
Hay que flexionar la muñeca al máximo y extender los dedos, tratando de juntar entre sí las yemas. Aunque la muñeca no es una articulación muy sólida puede utilizarse de forma ascendente, para golpear en la mandíbula o la axila y de forma horizontal para golpear en la nariz. Es una técnica en desuso.